# Gare de Carcross
La gare de Carcross est une gare ferroviaire canadienne, située à Carcross, au Yukon sur le bord du Lac Bennett.

## Situation ferroviaire
La gare se trouve sur la ligne du White Pass and Yukon, environ à mi-chemin entre Whitehorse et Skagway. Selon une plaque sur la gare, elle est à 67,5 milles de Skagway. En 2016, les rails du WP & Y arrètent peu après la gare; elle est donc le terminus nord du chemin de fer.

## Histoire
Le chemin de fer White Pass & Yukon arrive à Carcross en septembre 1898. En juillet 1900, un clou d’or symbolique marquant la fin de la construction de la route à travers le White Pass sera martelé à Carcross. La ville se nomme "Caribou Crossing" jusqu’en 1902; l’évêque local demande et obtient un changement de nom de la ville pour éviter du courrier mal acheminé vers d’autres Caribou Crossing  au Colombie-Britannique ou en Alaska. Le chemin de fer garde le nom de Caribou Crossing pour la gare jusqu’en 1916. 
Le bâtiment d'origine a brûlé en 1910. Un nouveau est reconstruit sur le site peu après.
La gare est fermée au service ferroviaire en 1982 et rouvert en 2007.
En 2016, le White Pass and Yukon offre encore un service de passagers à la gare, avec des connexions d’autobus à Whitehorse.

## Patrimoine ferroviaire
Elle est une gare ferroviaire patrimoniale désignée depuis 1991 et fonctionne aussi comme un centre d'accueil des visiteurs . La gare rouvre en 2007 pour le service ferroviaire. 
Selon le gouvernement du Canada : « La gare de Carcross est typique l'architecture du Yukon et de la nord du Colombie-Britannique dans sa simplicité et son aspect utilitaire. Son utilisation économe de bois importé reflète le coût élevé d'importation de ces matériaux. (…) [Les structures de la gare] reflètent le rôle majeur de Carcross comme un centre pour le tourisme et le transbordement, en dépit de la petite taille de la communauté ». En 1926, une salle d’attente est ajoutée au sud et en 1928, des toilettes sont ajoutées à l’est de la gare. Les finitions intérieures datant des années 1920 ou plus tôt comprennent du bois en languette et en rainure, des planches de sapin sur les plafonds, les murs et les planchers des surfaces du rez-de-chaussée. La gare montre aussi des cheminées de brique avec un chaperon orné en encorbellement au deuxième étage.